# Спільниця
«Спі́льниця» («Сообщница») — радянський художній фільм 1990 року, знятий режисером Володимиром Опьонишевим на студії «Юність».

## Сюжет
Юну Ніну прийняли на роботу в ПТУ вихователькою. Вона сповнена оптимізму. Намагаючись увійти в контакт з підопічними, заглядає в книжки з психології та робить несміливі кроки на зближення. Вона намагається зрозуміти проблеми учнів і відчути той самий «матеріал», з яким їй доведеться лише змиритися…

## У ролях
- Юлія Тархова — Ніна
- Олександр Башуров — Власенко
- Сергій Бистрицький — Монах
- Денис Курбатський — Горобець
- Віталій Комков — Пугач
- Артем Ковальчук — Фікса (Прокопенко)
- Максим Калошин — Беца
- Микола Фетісов — Гано
- Юрій Хімуля — Доход
- Світлана Іонова — Надя
- Олена Філіппова — Цигана
- Нілуфар Худжакова — Сауле
- Оксана Лискова — Сабріна
- Галина Дьоміна — Ганна Андріївна
- Галина Новожилова — Олена Михайлівна
- Лідія Данилова — Софія Яківна
- Сергій Габріелян — майстер
- Валерій Бондаренко — Борис, завгосп
- Л. Антонова — епізод
- Руслан Ахметов — вітчим Сауле
- Н. Бєліков — епізод
- В. Борисов — епізод
- Анатолій Голік — епізод
- В. Дюженко — епізод
- В. Калінін — епізод
- Юрій Коромислов — епізод
- М. Марачов — епізод
- Е. Насуханов — епізод
- А. Петрова — епізод
- В. Пєтухов — епізод
- Т. Підгрушна — епізод
- В. Поспєєв — епізод
- Людмила Потапова — епізод
- А. Синєлобов — автор-виконавець пісень під гітару
- А. Фокін — епізод
- Віктор Цепаєв — директор ПТУ

## Знімальна група
- Режисер — Володимир Опьонишев
- Сценарист — Ніна Філіппова
- Оператор — Роман Веселер
- Композитор — Світлана Голибіна